# Univerza Indiane v Bloomingtonu
Univerza Indiane v Bloomingtonu (angleško Indiana University Bloomington, kratica IU Bloomington) je javna raziskovalna univerza, ki se nahaja v Bloomingtonu v zvezni državi Indiana, ZDA. Ustanovljena je bila leta 1820 in je glavni kampus sistema Univerze v Indiani, ki vključuje več visokošolskih ustanov v Indiani. Univerza ima več kot 40.000 dodiplomskih in podiplomskih študentov ter ponuja programe na različnih akademskih področjih, vključno z glasbo, poslovanjem, naravoslovjem in humanistiko. IU Bloomington gosti glasbeno šolo Jacobs, ki je ena največjih glasbenih ustanov v ZDA, poslovno šolo Kelley in šolo za javne in okoljske zadeve O’Neill. Kampus vključuje zgodovinske zgradbe in sodobne raziskovalne zmogljivosti.
Univerza v Indiani Bloomington se razlikuje od sistema Univerze v Indiani, ki vključuje več drugih kampusov, kot so IU Indianapolis, IU Northwest in IU South Bend. Bloomington je največji kampus in ponuja večino raziskovalnih programov ter napredne stopnje. Univerza je znana tudi po svojih športnih ekipah, ki tekmujejo v NCAA Division I pod imenom Indiana Hoosiers.